# Gilbert Lewis
Pour les articles homonymes, voir Lewis.
Gilbert Newton Lewis, né le 23 octobre 1875 à Weymouth, Massachusetts, et mort le 23 mars 1946 à Berkeley, en Californie, est un chimiste et physicien américain.

## Biographie
Lewis naît en 1875 et grandit à Weymouth, dans le Massachusetts. Il reçoit sa première éducation à domicile par ses parents, Frank Wesley Lewis, avocat indépendant, et Mary Burr White Lewis. Intellectuellement précoce, il commence à lire à l'âge de trois ans. En 1884, sa famille s'installe à Lincoln, dans le Nebraska, et en 1889, il entreprend ses premières études à l'école préparatoire de l'université.
En 1893, après deux ans à l’université du Nebraska, Lewis rejoint Harvard où il obtient son baccalauréat universitaire en sciences en 1896. Après une année d'enseignement à la Phillips Academy à Andover, il retourne à Harvard pour étudier avec le physicien chimiste T. W. Richards et obtient son doctorat en 1899 avec une thèse sur les potentiels électrochimiques.
Lewis enseigne un an à Harvard puis grâce à une bourse rejoint l'Allemagne alors centre de la chimie physique et étudie avec Walther Nernst à Göttingen et Wilhelm Ostwald à Leipzig. Nernst et Lewis semblent avoir développé à cette occasion une hostilité durable. Dans les années suivantes, Lewis commence à critiquer son ancien professeur et qualifie notamment les travaux de Nernst sur le théorème de la chaleur « d'épisode regrettable dans l'histoire de la chimie ». Du côté de Nernst, son ami Wilhelm Palmaer, membre du comité de chimie Nobel, aurait joué de son influence pour bloquer l'attribution du prix à Lewis en 1932.
Lewis est retrouvé mort dans son laboratoire le 23 mars 1946. Beaucoup pensent à un suicide.

## Carrière
Lewis étudie la chimie à l'université du Nebraska (1891-93) puis à l'université Harvard, dont il sort diplômé en 1899. Il travaille ensuite dans les laboratoires de Wilhelm Ostwald à Leipzig et de Walther Nernst à Göttingen, et retourne en 1901 à Harvard. Après avoir pris la direction d'un laboratoire de métrologie à Manille (1904), Lewis obtient la chaire de chimie du Massachusetts Institute of Technology (MIT) en 1905, puis celle de Berkeley en 1912. Il est élu à l'Académie américaine des arts et des sciences (1909) membre étranger de la Royal Society (1940) et membre d'honneur de l'Académie des sciences d'URSS (1942).

## Travaux
Gilbert Lewis était connu pour sa théorie du partage d'électrons dans la liaison chimique et pour sa théorie des acides et des bases. Lewis développa la physique théorique par l'étude de la thermodynamique appliquée à l'équilibre chimique.
Il a expliqué plusieurs aspects de la valence des éléments chimiques à l'aide des théories électroniques. En 1904, il proposa la règle d'octet qui décrit la tendance des atomes des éléments représentatifs à s'entourer par huit (8) électrons de valence. En 1916, il identifia la liaison covalente comme un partage d'électrons entre deux atomes, idée développée aussi par le physico-chimiste américain Irving Langmuir. En 1923, il proposa une théorie électronique des acides et des bases, selon laquelle les acides et les bases sont respectivement accepteur et donneur d'une paire d'électrons. Enfin, en 1944, il démontra avec son étudiant Michael Kasha que la phosphorescence des molécules organiques implique un état excité état triplet avec deux électrons de spins parallèles.
Lewis est également connu pour ses travaux sur la théorie des solutions et l'application des principes de la thermodynamique aux problèmes chimiques. En 1900 et 1901, il proposa la notion de fugacité pour décrire la thermodynamique des gaz réels. En 1923 il proposa également la notion d'activité chimique.
De 1912 à sa mort, il fut professeur de chimie physique à l'université de Californie à Berkeley.
C'est lui qui, en 1926, proposa le terme « photon » pour le quantum d'énergie rayonnante introduit par Einstein en 1905,.
Les physiciens Harold Urey et Ferdinand Brickwedde avaient détecté le deutérium, isotope lourd d'hydrogène, par observation du spectre de l'hydrogène,. Lewis fut le premier à isoler un échantillon pur de l'eau lourde (l'oxyde de deutérium, D2O) en 1933. Il s'en est servi pour étudier la survie et la croissance des êtres vivants dans l'eau lourde,.

## Distinctions
Il fut lauréat de la médaille William-H.-Nichols en 1921 puis de la médaille Davy en 1929.
Il a été nommé 41 fois pour le prix Nobel de chimie, dont 32 entre 1922 et 1935, mais ne l'a jamais obtenu.